# D'Udekem
De familie d'Udekem is een oud adellijk geslacht. In 1816 werd de titel baron en in 2000 die van graaf aan de familie verleend, nadat de bekendste telg jonkvrouw Mathilde d'Udekem d'Acoz huwde met de Hertog van Brabant.

## Geschiedenis
De bewezen stamreeks begint met Gooris van Udekem (†1472) die in 1468 de heerlijkheid Guertechin in Bossut aankocht, tevens eerste vermelding van dit geslacht. De eerste adelsverheffing van een lid van het geslacht vond plaats in 1716; deze tak is in 1803 in mannelijke lijn uitgestorven.
De Franse Revolutie betekende in 1795 de afschaffing van de adellijke status, maar onder het bestuur van koning Willem I der Nederlanden werd deze hersteld. Jacques François Joseph d'Udekem (1758-1829), die onder het ancien régime heer van Acoz, Villers, Potteries en Lasprelle was en in Leuven het "Huis den Arent" bewoonde, werd in 1816 benoemd in de Ridderschap van de provincie Henegouwen met de titel van baron, overgaande bij eerstgeboorte. Hij trouwde in 1783 met Maximilienne d'Onyn de Chastre (1763-1839). Ze hadden twee dochters en een zoon.
Zijn zoon, baron Gérard François Xavier d'Udekem (1785-1866), woonde in Leuven in het "hotel d'Udekem d'Acoz". Hij trouwde met Justine de Posson de Wanfercée (1799-1884). Ze hadden zeven kinderen, van wie er twee voor afstammelingen zorgden.
De zoon van Gerard, Jacques-Albert Bernard Joseph Ghislain d'Udekem d'Acoz (1828-1900) verwierf in 1886, nadat hij het kasteel van Acoz van de hand had gedaan, het recht om de benaming d'Acoz toe te voegen aan de familienaam. Het Henegouwse kasteel van Acoz was in handen van de familie d'Udekem sinds 1759, toen Catherine d'Udekem het erfde van haar neef.
Zijn zoon Maximilien (1861-1921) heette dus voluit d'Udekem d'Acoz. Diens zoon Charles (1885-1968), de grootvader van Koningin Mathilde, trouwde in 1920 met Suzanne de Smet (1896-1923). Na haar overlijden hertrouwde hij in 1933 met Suzanne van Outryve d’Ydewalle (1898-1983). Suzanne was de dochter van Clément van Outryve d'Ydewalle en Madeleine de Thibault de Boesinghe
Langs de huwelijken hebben de recente afstammelingen d'Udekem d'Acoz ook zeer oude Brugse en West-Vlaamse wortels. Veel van hun directe voorvaders zijn terug te vinden onder de burgemeesters en schepenen van de stad Brugge of van het Brugse Vrije en in andere bestuursfuncties bij die besturen, of als vertegenwoordigers van het arrondissement Brugge in de Tweede Kamer onder het Verenigd Koninkrijk der Nederlanden en in het Belgisch Parlement.
Suzanne van Outryve werd geadopteerd door haar tante, barones Raoul Mazeman de Couthove, geboren Mathilde van Outryve d'Ydewalle. Raoul Mazeman was burgemeester van Proven. In die functie werd hij door Charles d'Udekem d'Acoz opgevolgd. Van haar hebben de d'Udekems ook 't Couthof geërfd.
Het echtpaar kreeg drie zonen: Henri (1933-2021), Raoul (1935 - 2023) en Patrick (1936-2008). Raoul d'Udekem d'Acoz was sinds het overlijden van zijn broer Henri op 30 augustus 2021 het familiehoofd. Hij is hierin opgevolgd door zijn zoon Bernard d'Udekem d'Acoz.

### 't Couthof
't Couthof dateert uit 1763 en heeft een aantal suites met vorstelijke allures. Het landhuis heeft een 18de-eeuwse middenvleugel en twee 19de-eeuwse zijvleugels. Ook het interieur is interessant met Lodewijk XV-aankleding en een huiskapel met eclectische, neorococo aankleding. Op het domein staan ook een koetshuis, stallingen (1851). Er is een ijskelder (1870), een restant van een boomgaard en een conciërgewoning. In een wei aan de overkant van de Couthoflaan staat een neogotische bakstenen arcade, gekend als de "galg".
Dit neoclassicistische landhuis is verbouwd door baron Jules Mazeman de Couthove, burgemeester van Proven, die in de negentiende eeuw (1865-1875) zijn stempel drukte op het domein en zijn omgeving. Hij verbouwde het kasteel, legde het park aan naar Engels model met grote loofbomen en zorgde voor het ontginnen van de omliggende boslandschappen (12 hectaren ) waarin een aangepaste architectuur kaderde.
In het park was er een tijdelijk hospitaal voor militairen tijdens de Eerste Wereldoorlog. Het was tot 2021 in het bezit van Henri d'Udekem d'Acoz en sinds zijn overlijden van zijn neef Bernard d'Udekem d'Acoz.

### Koninklijk huwelijk
Op 4 december 1999 trouwde de dochter van Patrick d'Udekem d'Acoz, Mathilde d'Udekem d'Acoz, met prins Filip, Hertog van Brabant en werd hiermee prinses van België en, in 2013, koningin. 
Vanwege dit huwelijk heeft koning Albert II aan de drie broers Henri, Raoul en Patrick d'Udekem d'Acoz en aan al hun kinderen en kleinkinderen, de erfelijke titel van graaf en gravin verleend, overdraagbaar via de mannelijke erfgenamen..

### Naamswijzigingen
- Bij koninklijk besluit van 10 juni 1886 kregen Jacques-Albert d'Udekem (1828-1900) en Louis d'Udekem (1834-1892) vergunning om zijn naam uit te breiden tot d'Udekem d'Acoz.
- Bij koninklijk besluit van 25 januari 1888 kreeg Leon d'Udekem (1827-1897) vergunning om zijn naam uit te breiden tot d'Udekem de Guertechin; deze tak stond anno 2019 op uitdoven.
- Bij koninklijke besluiten van 19 juni en 21 december 1978 kreeg Charles-Ghislain d'Udekem de Guertechin (1937-2014) vergunning om zijn naam te wijzigen in d'Udekem Gentinnes. Deze tak heeft nakomelingen.

## Wapenschild
Het wapenschild van het geslacht D'Udekem d'Acoz is ietwat aangepast voor de grafelijke takken in 2000: rond het traditionele veld (achtergrond) van sabel (zwart), waarop drie gouden, hellende klophamers staan, is nu een fijne rode boord aangebracht. Zo verkrijgt het schild een Belgische aanduiding. Op het wapenschild is de rangkroon van een graaf geplaatst, te herkennen aan een met edelstenen bezette gouden hoofdband met daarop negen met parels getopte gouden punten. Naast het schild staan als schildhouders twee leeuwen die een hellebaard omklemmen en de rode hermelijnen mantel wordt gedragen door een oud figuur met baard.
Het wapendevies is sinds eeuwen Bello et jure senesco (Door oorlog en recht word ik oud). Dit devies verwijst naar de voorgeschiedenis van het geslacht.
- Gérard d'Udekem (†1669), heer van Guertechin, Gottechin en Rosières  Jeanne-Marguerite de Nobili (†1635);
  - Charles-Guibert, heer van Gentinnes, Limelette, etc.  Jacqueline de Hellin; 
    - Jeanne (†1722)  Jean-Nicolas de Beeckman, heer van Corroy-le-Grand; met nageslacht.
    - Charles-Ghislain, baron van Gentinnes, heer van Limelette, etc., Groot Boswachter van Brabant  Anne-Françoise, barones de Nicolartz;
      - Anne (1716-1764)  Adrien de la Bawette, heer van Warnicamp; met nageslacht.
      - Françoise (1720-1804)  Philippe van den Berghe de Limminghe (†1810), baron van Limelette; met nageslacht.
      - Claire (1721-1772)  Jean-Nicolas de Beeckman (†1758), heer van Avernas-le-Bauduin; met nageslacht.
      - Robert (1726-1803), baron van Gentinnes, lid Raad van Brabant; ongehuwd.

  - Maximilien (1636-1703), heer van Guertechin, kamerling landgraaf van Hessen-Homburg, bewakingscommandant markgraaf van Baden-Baden,  Anne-Catherine de la Marotte (†1694);
    - Philippe-François, gouverneur van de Hongaarse burchten in Făgăraș en Várhegy, thans beide Roemeens; ongehuwd.
    - Michel-Joseph (1684-1761) , heer van Guertechin  Marguérite de Borlé (1683-1761); 
      - Pierre (†1771), heer van Guertechin; ongehuwd.
      - Alexandre (†1744), luitenant; overlijdt tijdens de slag om Freiburg im Breisgau.
      - Ferdinand (1720-1770), raadslid en burgemeester stad Leuven  Marie-Barbe de la Bawette (1732-1768);
        - Jacques (1758-1829), heer van Acoz, etc., verkrijgt in 1816 erkenning van erfelijke adel met de primogenituur titel van baron  Maximilienne d'Onyn de Chastre (1763-1839), zuster van Gérard d'Onyn de Chastre;
          - Claire (1784-1814); ongehuwd.
          - Gerard (1785-1866), baron,  Justine de Posson de Wanfercée (1799-1884)
            - Jacques Albert d'Udekem d'Acoz (1818-1900), baron, toestemming om d'Acoz aan de naam te voegen in 1886  Alice Marie de Kerchove (1838-1877);
              - Maximilien (1861-1921), baron  Mariie-Angelique van Eyll (1863-1935);
                - Charles (1885-1968), baron 1 Suzanne De Smet (1896-1923) 2 Suzanne van Outryve d'Ydewalle (1898-1983);
                  - Henri, graaf.
                  - Raoul, graaf.
                    - 4 kinderen; nog bloeiend.

                  - Patrick (1936-2009), graaf  Anne Komorowska;
                    - Mathilde, koningin der Belgen
                    - 4 andere kinderen; nog bloeiend.

              - Louise (1864-1966)  Erard Pigault de Beaupré (1855-1932); met nageslacht.
              - Paul (1865-1952), baron (primogenituur:1924)  Madeleine de Nieulant et de Pottelsberghe (1868-1938);
                - Guy , baron (1891-1956)  Gabrielle de Smet de Naeyer (1890-1960);
                  - 5 kinderen, nog bloeiend.

                - Roger (1894-1918); ongehuwd.
                - Pierre (1895-1962)  Anne-Marie Kervyn de Marcke ten Driessche (1898-1980);
                  - 2 kinderen, nog bloeiend.

                - Antoinette (1902-1994)  Sir Maurice Benjamin Batho (1910-1990), 2de Baronet Batho van Frinton ; met nageslacht.
                - Albert (1903-1984)  Eliane de Crombrugghe de Looringhe (1906-1998);
                  - 2 kinderen; nog bloeiend.

              - Henri (1870-1915)  Cécile van Outryve d'Ydewalle (1879-1925);
              - Xavier (1873-1963)  Madeleine Verhaeghe de Naeyer (1880-1958); geen nageslacht.
              - Jacques (1876-1967)  Juliette Lefevre (1896-?); geen nageslacht.

            - Louis (1834-1892)  Fulvie de Posson de Wanfercée (1837-1924);
              - Arnold (1861-1923), baron (primogenituur:1921), burgemeester Wanfercée-Baulet  Thérèse du Bois de Vroylande (1869-1960);
                - Mathilde (1893-1990)  Charles de Schaetzen van Brien (1892-1970); met nageslacht.
                - Louis (1897-1973), baron  Magdeleine de Montalembert d'Essé (1901-1968); 
                  - 8 kinderen, nog bloeiend.

                - Baudouin (1901-1968)  Margueritte Waerseggers;
                  - 3 kinderen, nog bloeiend.

              - Marie-Louise (1862-1928)  Albert, burggraaf de Baré de Comogne (1865-1918); met nageslacht.

          - Jeanne (1787-1846); ongehuwd.

        - Claire (1762-1821)  Joseph de Herckenrode; afstamming onbekend.
        - François (1764-1833), raadslid stad Leuven  Ludivine de Cupere;
          - Edouard (†1815); ongehuwd.
          - Ludivine (1797-1837),  François Dezangré, rechter bij Rechtbank van Eerste Aanleg Leuven; nageslacht onbekend.
          - Ferdinand (1798-1853), burgemeester stad Leuven,  Adèle van der Stegen de Schrieck (1800-1846);
            - Léon d'Udekem de Guertechin (1827-1897), baron (erkenning+primogenituur:1891), toestemming om de Guertechin aan de naam te voegen in 1888,  Eulalie de Wouters d'Oplinter Bouchout (1828-1904);
              - Leonie (1852-1943)  Ferdinand Linard (1839-1920); met nageslacht onder de naam Linard de Guertechin.
              - Ferdinand (1861-1928), baron,  Mathilde Vanderhoeven (1872-1936);
                - Robert (1901-?), baron  Marie-Pauline Vanden Bempt (1905-1980);
                  - N., baron;
                    - 2 kinderen, nog bloeiend.

                  - Charles d'Udekem Gentinnes (1937-2014), vergunning om naam te wijzigen in d'Udekem Gentinnes in 1978;
                    - 3 kinderen, nog bloeiend.

              - Octavie (1863-1933)  Philippe Oldenhove (1837-1895); met nageslacht onder de naam Oldenhoven de Guertechin.

          - Justine,  Pierre-Jean Peeters; nageslacht onbekend.

  - Marie  Jean-Charles de Hellin, burggraaf van Hangest; geen nageslacht.